# قصرش
قصرآش أو كاثيرس (بالإسبانية: Cáceres) هي عاصمة مقاطعة قصرش بمنطقة إكستريمادورا ذاتية الحكم في غرب إسبانيا. بلغ عدد سكانها في تعداد سنة 2013 ما يزيد على 96 ألف نسمة. وتبلغ مساحة البلدية 1750.33 كيلومترًا مربعًا، وهي بذلك أكبر بلديات إسبانيا مساحةً. وتعد المدينة المسوّرة موقعًا من مواقع التراث العالمي.

## التاريخ

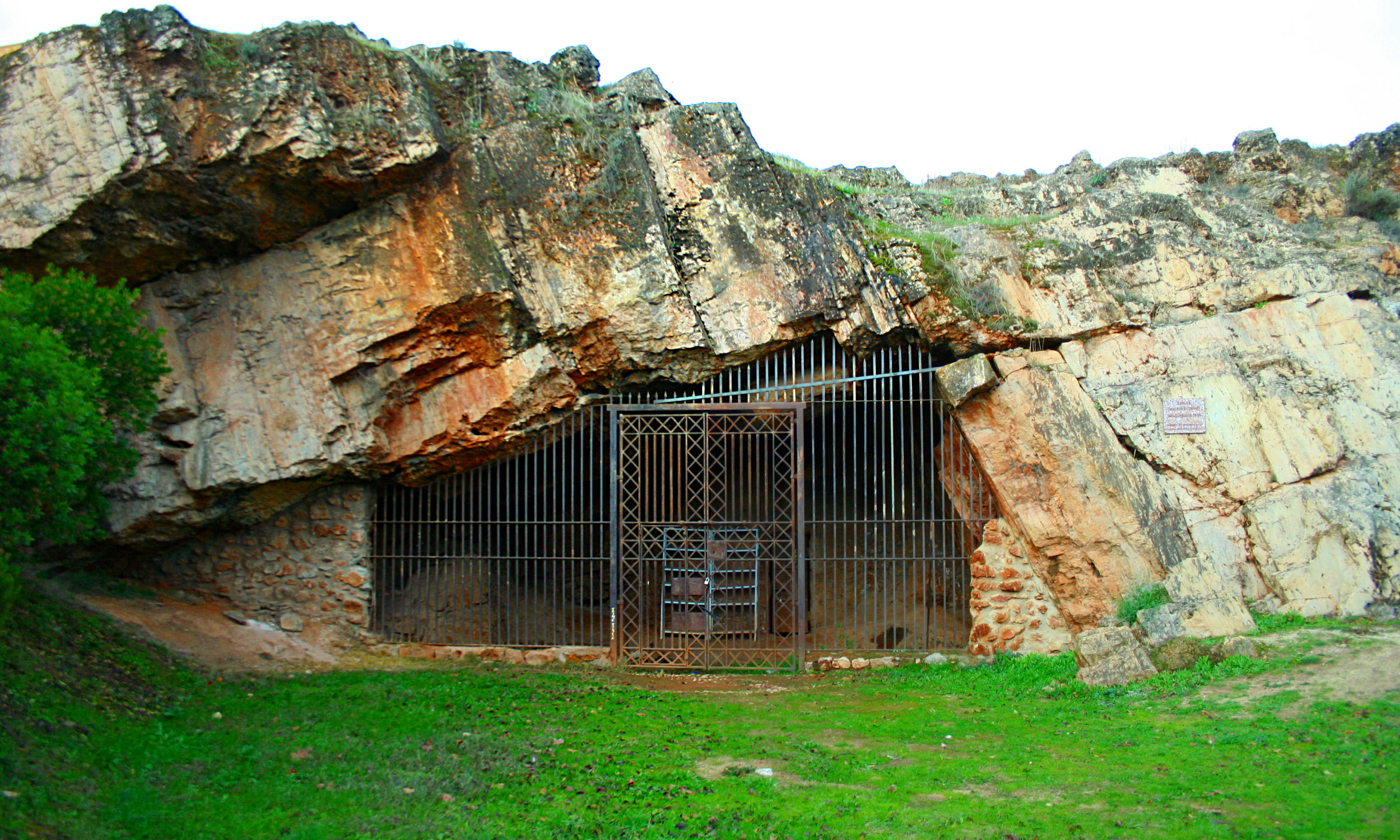
مدخل كهف مالترابييسو

ترجع أقدم الأدلة على وجود سكان في قصرش إلى أواخر العصر الحجري، قبل ميلاد المسيح بحوالي 25000 عام. أما تأسيس قصرش كمدينة فيرجع إلى العصر الروماني، حيث أسسها كوينتوس كيسيليوس موتيللوس بيوس تحت اسم "كاسترا كيسيليا"، واتخذت مكانتها أثناء العصر الروماني كمدينة إستراتيجية، وتشير الحفريات الأثرية إلى أن المدينة كانت مركزًا حضاريًا ذا شأن منذ حوالي عام 25 ق.م. وما زالت بعض بقايا أسوار المدينة التي بناها الرومان في القرنين الثالث والرابع الميلاديين باقية حتى اليوم، ومن بينها بوابة تسمى أركو دل كريستو (Arco del Cristo، قوس المسيح).
وبعد سقوط الإمبراطورية الرومانية الغربية، وقعت المدينة تحت احتلال القوط الغربيين، لتشهد عصرًا من الاضمحلال انتهى بفتحها على يد العرب في القرن الثامن الميلادي، حيث قضت القرون القليلة التالية تحت الحكم العربي بشكل أساسي، وإن كان المسلمون والمسيحيون قد تداولوا السيطرة على المدينة عدة مرات خلال تلك الفترة.
أعاد العرب بناء المدينة أثناء حكمهم لها، فشيدوا لها سورًا وبنوا فيها قصورًا وعدة أبراج من بينها برج بوخاكو (بالإسبانية: Torre de Bujaco)‏. وقد نجح المسيحيون في امتلاك قصرش نهائيًا في القرن الثالث عشر الميلادي (1229).
كان بالمدينة في العصور الوسطى حي يهودي ذو شأن كانت تقطنه في القرن الخامس عشر الميلادي 140 أسرة يهودية، في وقت كان تعداد سكان المدينة بأكملها ألفي نسمة، وقد أمر الملكان الكاثوليكيان فرناندو وإيزابيلا بطرد هؤلاء اليهود عام 1492، غير أن العديد من آثار الوجود اليهودي بالمدينة ما زالت قائمة حتى اليوم في حي سان أنطونيو.
ازدهرت قصرش أثناء حقبة اكتشاف الأمريكتين، وقام العديد من النبلاء والأسر الإسبانية البارزة ببناء منازل وقصور صغيرة بالمدينة، وشارك العديد من أبناء منطقة إكستريمادورا في الرحلات إلى الأمريكتين بحثًا عن الثراء. وفي القرن التاسع عشر أصبحت قصرش عاصمة المقاطعة، وشهدت نموًا مطردًا أعاقه نشوب الحرب الأهلية الإسبانية. واليوم تضم المدينة مقر الجامعة، إلى جانب العديد من الإدارات الحكومية المحلية.

## القيمة التاريخية

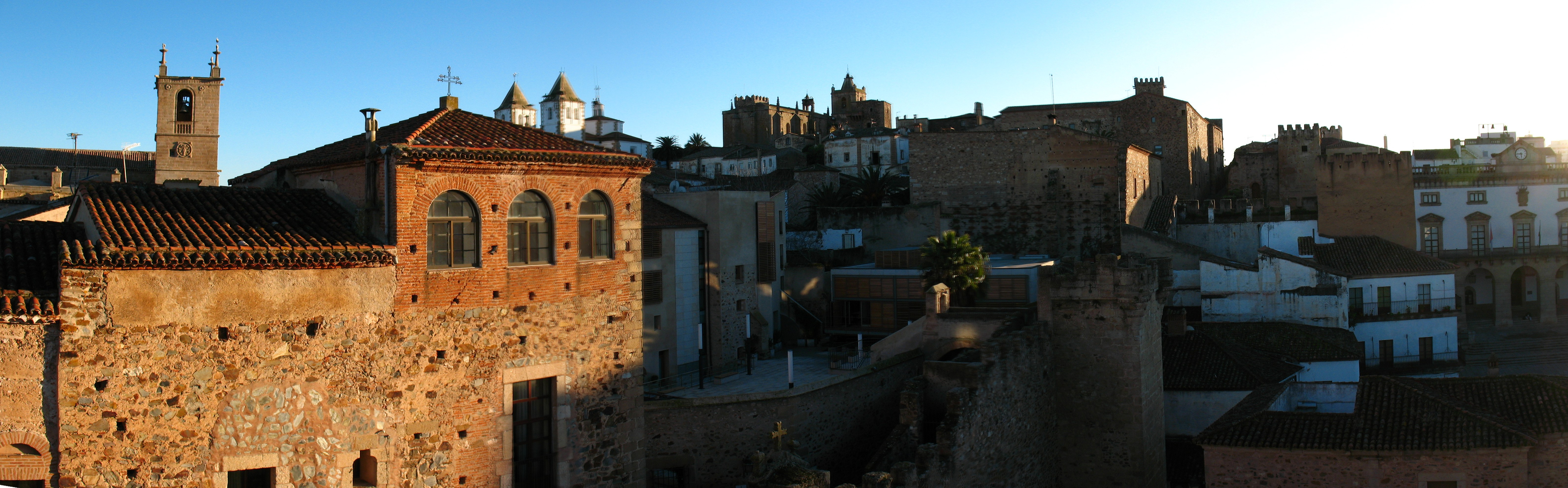
المدينة القديمة

قُطنت منطقة قصرش منذ عصور ما قبل التاريخ، وذلك كما يُستدل عليه من اكتشافات أثرية بكهوف مالترابييسو وإل كونيخار ترجع إلى أواخر العصر الحجري القديم، وقد تأسست المدينة على أيدي الرومان عام 25 ق.م.
ما زالت المدينة القديمة أو المدينة الأثرية (بالإسبانية: Ciudad Monumental)‏ تحتفظ بأسوارها القديمة، ويشتهر هذا الجزء من المدينة أيضًا بكثرة أعشاش اللقالق. وتضم أسوار المدينة مدينة ترجع إلى العصور الوسطى تخلو من مظاهر الحداثة، صُوّر فيها العديد من الأفلام.
يوجد بالمدينة مقر جامعة إكستريمادورا ومرصدان فلكيان، كما يوجد بها مقر أبرشية كوريا-كاثيرس الكاثوليكية.
أعلنت منظمة اليونسكو مدينة قصرش موقعًا من مواقع التراث العالمي سنة 1986، نظرًا لما تحمله مباني المدينة من مزيج من العمارة الرومانية والموريسكية والقوطية الشمالية وعمارة عصر النهضة الإيطالية. وما زال ثلاثون برجًا ترجع إلى العصر الإسلامي قائمة حتى اليوم في قصرش، أشهرها برج بوخاكو.

## مناخ المدينة
مناخ المدينة قاري يلطفه قربها من المحيط الأطلنطي، ويبلغ متوسط درجة الحرارة العظمى في الشتاء ما متوسطه 10 درجات مئوية على الأكثر، بينما يصل متوسط درجة الحرارة الصغرى إلى 5 درجات مئوية مع بعض الصقيع، أما درجة الحرارة العظمى في الصيف فمتوسطها إلى 31 درجة مئوية ودرجة الحرارة الصغرى 18 درجة. تسقط الأمطار على قصرش بشكل متقطع في شهور أكتوبر ونوفمبر ومارس وأبريل ومايو.

## أهم المعالم

### كاتدرائيات وكنائس

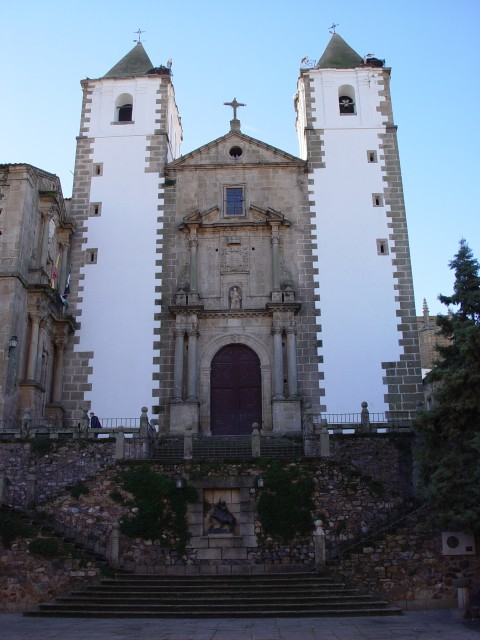
كنيسة سان فرانسيسكو خافيير

- كنيسة ودير سان بابلو (بالإسبانية: Convento de San Pablo)‏، ويرجع تاريخها إلى القرن الخامس عشر الميلادي.
- دير صحبة المسيح (بالإسبانية: Convento de la Compañía de Jesus)‏، مبني على طراز الباروك ويستخدم حاليًا كمعرض فني.
- كنيسة سانتا ماريا (بالإسبانية: Concatedral de Santa María de Cáceres)‏، وهي كاتدرائية مشيدة في القرن الثالث عشر على الطراز القوطي.
- كنيسة سان ماتيو (بالإسبانية: Iglesia de San Mateo)‏، وهي كنيسة ترجع إلى القرن الخامس عشر بُنيت في مكان مسجد.
- كنيسة سان فرانسيسكو خافيير (بالإسبانية: Iglesia de San Francisco Javier)‏، وهي مشيدة على طراز الباروك ويرجع تاريخها إلى القرن الثامن عشر الميلادي.
- كنيسة القديس خوان (بالإسبانية: Iglesia de San Juan)‏، وهي كنيسة كبرى فخمة بنيت بين القرنين الثالث عشر والخامس عشر الميلاديين.
- صومعة القديس أنطونيو بكنيسة سان دومينغو
- صومة لا باث
- كنيسة سانتياغو

### سور المدينة
- برج بوخاكو (بالإسبانية: Torre de Bujaco)‏، يرجع تاريخه إلى القرن الثاني عشر الميلادي.
- أركو دي لاستريللا (قوس النجمة) (بالإسبانية: Arco de la Estrella)‏، ويرجع تاريخه إلى القرن الثامن عشر الميلادي.
- برج ساندي (بالإسبانية: Torre de Sande)‏، ويرجع تاريخه إلى ما بين القرنين الرابع عشر والخامس عشر الميلاديين.

### قصور ومقرات حكومية

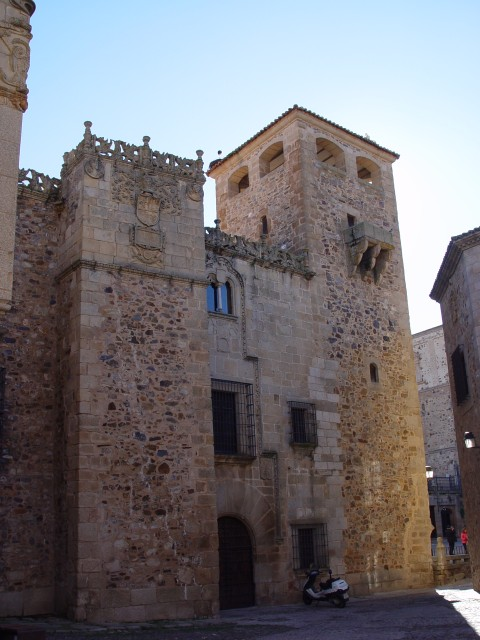
قصر لوس غولفينيس السفلي

- قصر لوس غولفينيس العلوي (بالإسبانية: Palacio de los Golfines de Arriba، لوس غولفينيس دي أريبا)
- قصر لوس غولفينيس السفلي (بالإسبانية: Palacio de los Golfines de Abajo، لوس غولفينيس دي أباخو)، وبه نزل الملكان الكاثوليكيان فرناندو وإيزابيلا.
- قصر قائد الكويسكار (بالإسبانية:Palacio del Comendador de Alcuescar، بالاثيو دل كومندادور دي ألكويسكار)
- قصر كارباخال (بالإسبانية: Palacio de Carvajal)‏، يرجع تاريخه إلى القرن الخامس عشر الميلادي
- قصر وقلعة لوس توريورغاث (بالإنجليزية: Palacio-Fortaleza de los Torreorgaz)‏، وهو حاليًا فندق بارادور.

### متاحف
- متحف قصرش، ويقع في الحي التاريخي.
- المنزل المتحفي العربي (بالإسبانية: Casa-Museo Árabe)‏، يضم آثارًا للثقافة والفنون العربية، ويقع بين ساحة سان خورخي (بلاثا سان خورخي) وقوس المسيح (أركو دل كريستو).
- متحف بييدريا غواياسامين

## التعليم
يوجد حرم لجامعة إكستريمادورا (التي تأسست عام 1973) في مدينة قصرش.